# Сус Микола Іванович
Сус Микола Іванович (нар. 1 червня  1880, Волинська губернія, Російська імперія — пом. 26 серпня 1967) — радянський вчений, лісомеліоратор, заслужений діяч науки РРФСР (1947), почесний академік ВАСГНІЛ (1958).
Народився у Волинській губернії в сім'ї вчителя приходської школи. Закінчив Уманське училище землеробства і садівництва (1901) і Санкт-Петербурзький лісовий інститут (1907).
У 1908—1916 рр. працював по лінії Лісового департаменту в м. Камишин Саратовської губернії, організував мережу лісомеліоративних розсадників. У 1918—1931 консультант з лісорозсадження вздовж залізниць, розробив спеціальний курс лекцій, який увійшов у підручник по агролісомеліорації.
З 1920 по 1965 р. викладав в Саратовському СГІ, організував ЛісомеліоративнИЙ факультет (1922) і кафедру лісомеліорації, якою керував 40 років.
У 1931 р. один з ініціаторів створення ВНДАЛМІ, його перший директор (1931—1938).
Доктор сільськогосподарських наук, професор, заслужений діяч науки РРФСР (1947), почесний академік ВАСГНІЛ (1958).
Опублікував близько 120 наукових робіт, у тому числі: «К 100-летию русского степного лесоразведения» (1947 г.), «Защитное лесоразведение» (1948), «Эрозия почв и борьба с ней» (1949), «Агролесомелиорация» (1956, 1959, 1966).
Нагороджений орденом Леніна, двома орденами Трудового Червоного Прапора, орденом «Знак Пошани», медаллю «За доблесну працю у Великій Вітчизняній війні 1941—1945 рр.», Золотою та Срібною медалями ВДНГ, Почесною грамотою Президії Верховної Ради Української РСР.